# Cyclanorbis senegalensis
Cyclanorbis senegalensis ou tartaruga-de-casco-mole-de-senegal é uma espécie de tartaruga da família Trionychidae.
Pode ser encontrada nos seguintes países: Benin, Burkina Faso, Camarões, Chade, Costa do Marfim, Etiópia, Gambia, Gana, Guiné-Bissau, Mali, Mauritania, Nigéria, Senegal, Sudão e Togo.